# Повстання в Ченстоховському гетто
Повстання в Ченстоховському гетто — повстання в польському Ченстоховському гетто проти німецьких окупаційних військ під час Другої світової війни. Це сталося наприкінці червня 1943 року, внаслідок чого було вбито близько 2000 євреїв.
Гетто було створено після дня, відомого як Кривавий понеділок, дня, коли нацисти вбили 300 громадян євреїв під час окупації міста Ченстохова. Гетто проіснувало від заснування 3 вересня 1939 року до звільнення радянською Червоною Армією у січні 1945 року. В’язні гетто змушені були працювати на рабській праці на фабриках, виробничих підприємствах. – з яких 40 000 було депортовано до табору смерті Треблінка.
Перший випадок збройного опору стався 4 січня 1943 року в так званому Великому гетто, створеному німцями у квітні 1941 року. Під час «відбору» близько 500 євреїв для депортації в гетто в Радомському на Варшавській площі (нині площа Героїв гетто) спалахнула стрілянина, під час якої Мендель Фізелевич (Фізелович) разом із Ісою Файнером були вбиті. 50 молодих євреїв були розстріляні.

## Повномасштабне повстання
Остаточна ліквідація так званого Малого гетто (робочий табір для фабрики боєприпасів) почалася в червні 1943 року  після чотирьох місяців масових розстрілів на цвинтарі (єврейських старійшин, дітей, інтелігенції) і «відбору» євреїв для депортації. до рабських таборів у тому числі в Ближині. 25 червня (або 26), 1943 спалахнуло повне повстання, організоване Організацією єврейських борців, хоча повстанці були слабко озброєні. Вони забарикадувалися в бункерах уздовж вулиці Надречної. У боях і наступних масових вбивствах загинуло 1500 євреїв. Лідер повстання Мордехай Зильберберг покінчив життя самогубством, коли німці збиралися захопити його бункер на Надречній. Повстання було придушено 30 червня 1943 року, а ще 500 євреїв було спалено живцем або поховано під уламками Малого гетто. Решту 3900 втікачів було зібрано та відправлено до табору у Варті або ув’язнено в довколишніх робочих в’язницях Хасаг Пельцери та Гута Ченстохова. Однак Ченстоховське гетто не було ліквідовано. У 1944 році зі Скаржисько-Каменної було привезено близько 10 000 євреїв. Близько 5200 з них були визволені Червоною Армією в середині січня 1945 року.